# Molophilus vallisspei
Molophilus vallisspei là một loài ruồi trong họ Limoniidae. Chúng phân bố ở miền Australasia.